# Biblioteka akademicka
Biblioteka akademicka, biblioteka szkoły wyższej, in. biblioteka uczelniana, biblioteka uniwersytecka – biblioteka naukowa, której organizatorem jest szkoła wyższa i która stanowi jednostkę organizacyjną szkoły wyższej, podobnie jak np. wydział.
Jej działania opierają się na wspomaganiu realizacji celów dydaktycznych uczelni poprzez kształcenie umiejętności pracy z tekstem naukowym oraz przekazywanie treści wyznaczonych przez program studiów. Biblioteka stanowi wyodrębnioną strukturę organizacyjną szkoły wyższej.

## Historia bibliotek akademickich
Pierwsze kolegium z księgozbiorem  założył w Paryżu Robert de Sorbon. Wówczas biblioteka podzielona była na część najczęściej używanych ksiąg ("duża książnica"), przytwierdzonych łańcuchami do pulpitów oraz część z księgami wypożyczanymi za kaucją ze względu na ich rzadkość oraz dubletami ("mała książnica"). Drugą ważną biblioteką uczelnianą był Księgozbiór Kolegium w Nawarze. 
Przy uniwersytetach powstawały zakłady zajmujące się wytwarzaniem książki: pisarze (bibliographrii), iluminatorzy (rubricatores), pergameniści (pergolamini), introligatorzy (bibliopeges) oraz księgarze (stationarii). Wszystkie zawody związane z wyrobem książki na potrzeby uniwersytetów były poddane ścisłym przepisom i kontroli uczelni. Zachowały się przepisy regulaminowe dla stacjonariuszy w Bolonii z r. 1259 oraz w Paryżu z 1275 i 1323.

## Polska
W Polsce biblioteki szkół wyższych są bibliotekami publicznymi. Najstarszą biblioteką uniwersytecką w Polsce jest Biblioteka Jagiellońska w Krakowie, założona w 1364; Biblioteka Uniwersytecka w Warszawie została założona w 1818.
W Polsce wykaz bibliotek naukowych prowadzi Biblioteka Narodowa. Bibliotekami naukowymi są biblioteki, 
których organizatorami są szkoły wyższe, PAN i PAU oraz jednostki badawczo-rozwojowe, a także Biblioteka Narodowa i Zakład Narodowy im. Ossolińskich.